# 2-й Краснокурсантский проезд
Второ́й Краснокурса́нтский прое́зд (до 12 августа 1924 года — Второ́й прое́зд Каде́тского Пла́ца) — проезд в Юго-Восточном административном округе города Москвы на территории района Лефортово.

## История
Проезд получил современное название 12 августа 1924 года, до этого назывался Второ́й прое́зд Каде́тского Пла́ца. И современное, и историческое названия даны по близости проезда к Краснокурсантской площади, ранее носившей название Кадетский плац.

## Расположение
2-й Краснокурсантский проезд, являясь продолжением улицы Лефортовский Вал, проходит от Энергетической улицы на северо-восток, поворачивает на северо-запад, затем на юго-запад и снова на северо-запад и проходит до 1-го Краснокурсантского проезда. Между 1-м Краснокурсантским проездом, 2-м Краснокурсантским проездом и Энергетической улицей расположен стадион «Энергия».

## Примечательные здания и сооружения
По чётной стороне:
- д. 12 — стадион «Энергия».

## Транспорт

### Наземный транспорт
По 2-му Краснокурсантскому проезду не проходят маршруты наземного транспорта. Севернее проезда, на Солдатской улице, расположена остановка «Солдатская улица» трамваев 32, 46.

### Метро
- Лефортово — севернее проезда, на пересечении Солдатской улицы с 1-м Краснокурсантским проездом и Солдатским переулком, на Солдатской улице у примыкания к ней Наличной улицы.